# Hoginești
Hoginești è un comune della Moldavia situato nel distretto di Călărași di 1.830 abitanti al censimento del 2004